# Drymós (Lárissa)
Drymós, en grec moderne : Δρυμός, est un village du dème d'Elassóna, district régional de Lárissa, en Thessalie, Grèce.
Selon le recensement de 2011, la population du village s'élève à 586 habitants.